# Xã Empire, Quận McPherson, Kansas
Xã Empire (tiếng Anh: Empire Township) là một xã thuộc quận McPherson, tiểu bang Kansas, Hoa Kỳ. Năm 2010, dân số của xã này là 1.345 người.